# Jorf El Melha
Jorf El Melha è una città del Marocco, nella provincia di Sidi Kacem, nella regione di Rabat-Salé-Kenitra.
La città è anche conosciuta come Jurf al-Malh̨ah, Souk et Tnine Djorf el Mellah, El Zoco el Tenin de Yorf el-lah, Et Tnine Jorf el Mellah.